# Pavlinski samostan i crkva sv. Ane u Križevcima
Pavlinski samostan i crkva sv. Ane u Križevcima su nekadašnji pavlinski samostan, a danas župni dvor i župna crkva u središtu Križevaca.
Pavlinski samostan je građen od 1699. do 1741. godine, a ideja je postojala i prije, u vrijeme povlačenja Turaka. Nastao je na posjedu Ivana Zakmardija, koji ga je darovao. Pavlini su bili nositelji obrazovanja u Križevcima preko 120 godina poučavajući u osnovnoj školi, njemačkoj školi i gimnaziji. Car Josip II. 1786. godine, ukida pavllinski red, samostan postaje župni dvor, a crkva župnom crkvom.
Samostan je hodnikom spojen s crkvom sv. Ane. Zgrada samostana ima jedan kat i klaustar, gdje su se nalazile školske prostorije. Na katu je bila knjižnica.
Crkva sv. Ane je jednobrodna ranobarokna s pravokutnim svetištem. Obnovljena je prema nacrtima Hermanna Bolléa. U crkvi se nalaze vrijedni predmeti i slike od gotike do rokokoa.  Neke od slika pripadaju među najranije slike pavlinskog slikarskog kruga.
Prilikom obnove tornja crkve 2004. godine građevinski radnici pronašli su u "jabuci" kupole zanimljive poruke iz prošlosti nekadašnjih križevačkih gradonačelnika.

## Orgulje
Ferdo Heferer je izgradio orgulje crkve 1891. godine. Glazbalo ima ovu dispoziciju:
| I. manual C–f3 |              |     |
| 1.             | Bourdon      | 16′ |
| 2.             | Principal    | 8′  |
| 3.             | Copula       | 8′  |
| 4.             | Regal        | 4′  |
| 5.             | Flauto dolce | 4′  |
| 6.             | Octav        | 2′  |
| 7.             | Cornett IV   |     |

| II. manual C–f3 |                 |    |
| 8.              | Geigenprincipal | 8′ |
| 9.              | Aeoline         | 8′ |
| 10.             | Dolceana        | 4′ |

| Pedal C–d1 |               |     |
| 11.        | Subbass       | 16′ |
| 12.        | Violonbass    | 16′ |
| 13.        | Principalbass | 8′  |
| 14.        | Octavbass     | 4′  |

Spojevi: I-P, II-I. 

Trakture su mehaničke s registarskim kancelama.

## Vanjske poveznice
- Župa Sv.Ane Križevci  Arhivirana inačica izvorne stranice od 22. rujna 2010. (Wayback Machine)